# Baccio Pontelli

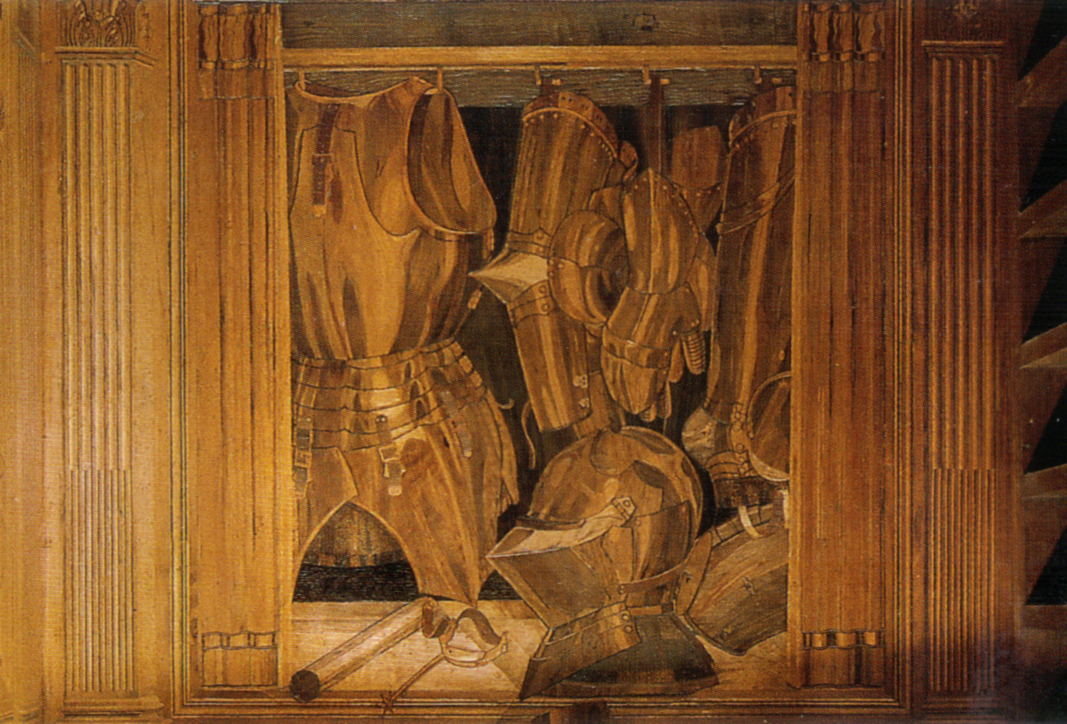
Le armi del Duca (su disegno di Botticelli o Francesco di Giorgio Martini), tarsia nello studiolo di Federico da Montefeltro, Urbino

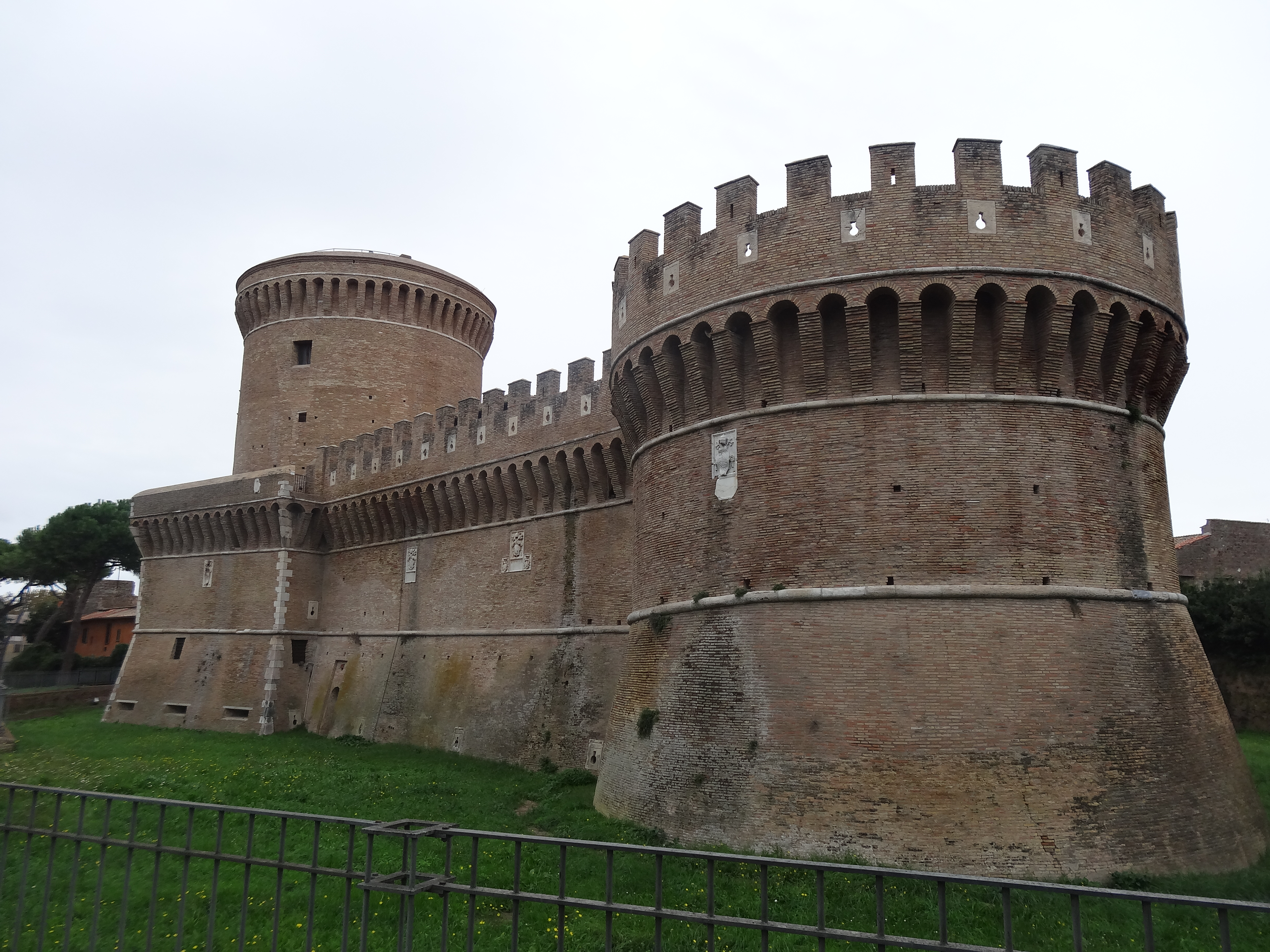
La rocca di Ostia

Baccio Pontelli (Firenze, 1450 circa – Urbino, 1494 circa) è stato un architetto ed ebanista italiano, esperto in particolare di fortificazioni.

## Biografia
Fu allievo a Firenze del Francione nella cui bottega di legnaiolo ebbe modo di apprendere non solo le tecniche della carpenteria, l'intaglio del legno e l'arte dell'intarsio, ma anche i principi della progettazione di fortificazioni, in un'epoca di transizione verso la cosiddetta fortificazione alla moderna.
Gli viene riconosciuto, tra molte incertezze, un ruolo nella realizzazione delle tarsie dello Studiolo di Federico da Montefeltro, nel palazzo di Urbino. Le tarsie vennero probabilmente preparate a Firenze e poi inviate a Urbino, in un periodo in cui risulta documentato un suo soggiorno a Pisa, tra il 1475 e il 1478, per l'esecuzione di alcune tarsie per la cattedrale, e risulta difficile ipotizzare quindi Pontelli in un ruolo preminente nell'impresa, che probabilmente ebbe un carattere collettivo.
Tuttavia la sua formazione architettonica si completò proprio con un soggiorno a Urbino dove giunse, nel 1478, alla corte di Federico da Montefeltro, probabilmente come "legnaiuolo". Attraverso la collaborazione con Francesco di Giorgio Martini, maturò ulteriori competenze di architettura, apprendendo, dalle sperimentazioni del maestro senese, le più innovative tecniche dell'ingegneria militare e seguendolo probabilmente nei vari cantieri, tra cui il monastero di Santa Chiara.
Nel 1480 fu incaricato, da Giovanni della Rovere, genero del duca Federico, di realizzare la rocca di Senigallia, che rappresenta il suo primo progetto di architettura militare. Dovette operare su delle preesistenze medievali e su sistemazioni avviate da Francesco Laurana.
Nel 1482, dopo la morte del duca Federico, lasciò Urbino e fu chiamato a Roma. Giorgio Vasari gli attribuisce tutte le opere volute da papa Sisto IV, ma per molte di esse mancano le prove documentali.
A Roma risultano per Pontelli committenze da parte del cardinale Giuliano Della Rovere, futuro papa Giulio II ed è quindi lui che probabilmente lo chiamò a Roma, intorno al 1482, per lavori alla chiesa dei Santi Apostoli. In seguito il cardinale lo utilizzò per realizzare fortificazioni militari nei propri possedimenti come la rocca di Ostia. Sembrerebbe da smentire l'attribuzione a lui assegnata degli interventi sulla chiesa di San Pietro in Vincoli, difatti tali lavori risultano già effettuati nel 1479, così come scritto nel breve papale dello stesso anno. Così come i lavori relativi al convento, per i quali nel contratto si legge sì di un Bartholomeo fiorentino, ma preceduto dal titolo di mastro che sminuirebbe non poco la figura del Pontelli all'interno del cantiere.
Fu incaricato anche di soprintendere al cantiere, già in corso, della rocca di Civitavecchia, anche se non è chiaro il suo ruolo progettuale.
Nel 1487 fu nominato, dal papa, sovrintendente alle fortificazioni pontificie delle Marche, e vi fa ritorno occupandosi di varie fortezze tra cui Jesi, Osimo e Offida, ma di molti di questi lavori non rimane molto.
Giovanni della Rovere lo incaricò nel 1491 di progettare il convento e la chiesa di Santa Maria delle Grazie a Senigallia (completata poi da Girolamo Genga) e la chiesa di Santa Maria Nuova a Orciano. Nel 1494 Pontelli è documentato a Reggio Calabria per interventi su fortificazioni. Dopo di allora non abbiamo più alcuna notizia, anche se la sua tomba è nella chiesa di San Domenico a Urbino.

## Principali opere di Baccio Pontelli

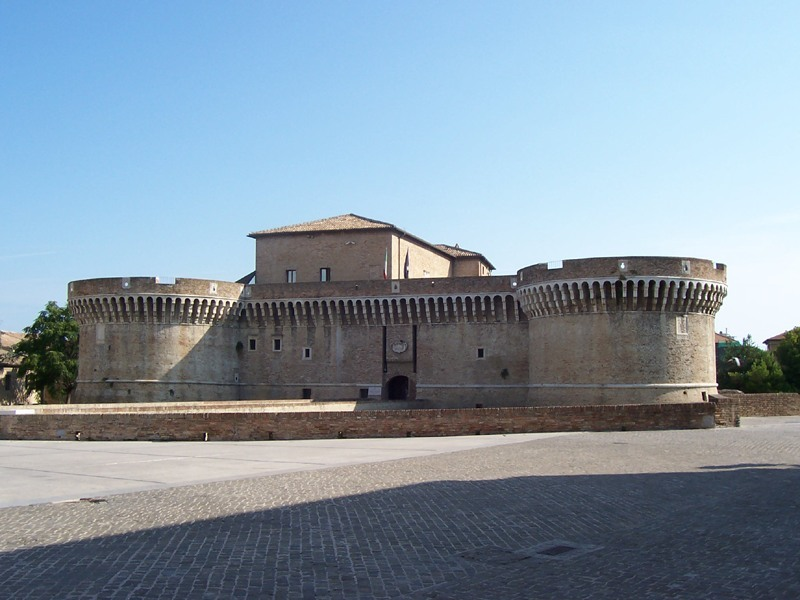
La rocca di Senigallia

- Rocca di Senigallia (1480). Realizzata per Giovanni della Rovere. Si presenta con un impianto di forma quadrangolare, con quattro torrioni circolari nei vertici, molto simile alle rocche di Volterra, Sarzana e Pesaro. Si pensa a suggerimenti del più esperto Francesco di Giorgio Martini. Si è ipotizzato anche che il progetto della rocca quadrangolare con torrioni circolari sia stato influenzato da un precedente progetto di Laurana. Tuttavia occorre osservare come tale forma dei torrioni angolari sia tipica dell'opera del Francione e comunque di tutta un'epoca di transizione verso il baluardi poligonali.
- Progetto della Cappella Sistina, poi realizzata da Giovannino de' Dolci.
- Ponte Sisto: riedificazione del ponte romano detto "Ponte Rotto" (1473-1475), attribuito da Vasari.[8]
- Rocca di Civitavecchia. Documentata la sua presenza in cantiere, subentrando a Giovannino de' Dolci, ma non è chiaro il suo ruolo progettuale.
- Rocca di Ostia: L'opera, realizzata tra il 1483 e 1486 è stata variamente attribuita a Giuliano da Sangallo[9] o Francesco di Giorgio Martini,[10] mentre l'unica presenza documentata è quella di Pontelli che risulta esserne il progettista, applicando tuttavia numerosi elementi riferibili al maestro senese, conosciuti durante la frequentazione a Urbino. Il committente fu il cardinale della Rovere (papa Giulio II), per controllare, dal suo feudo, l'accesso a Roma dal mare lungo il Tevere, in funzione anti Borgia. L'opera presenta criteri tecnici innovativi e conoscenze militari notevoli. Le mura, completamente in mattoni, secondo l'uso marchigiano, hanno un'altezza ridotta ma sono molto spesse lungo un perimetro triangolare. Sull'attacco a terra c'è un'inclinazione a scarpa, per evitare l'impatto ortogonale dei proiettili. C'è un ampio fossato, e i bastioni, due circolari e uno poligonale, sono alti quanto le mura per creare un cammino di ronda unico su tutto il perimetro. Vi sono aperture per le bocche da fuoco anche molto vicino al suolo, per tiri radenti e difesa incrociata. All'interno della fortezza un mastio circolare emerge a controllare il Tevere.[11] A Ostia, Pontelli ebbe modo di estendere il suo progetto anche al borgo, alle sue mura e agli edifici più rappresentativi, tra cui la chiesa (vedi sotto).[12]
- Rocca pontelliana a Jesi, a partire dal 1487[13][14] (oggi smantellata restano le fondamenta nei sotterranei del Comune).
- Basilica di Sant'Aurea a Ostia, posta nel borgo in vicinanza della Rocca.
- Rocca di Grottaferrata, costruita intorno all'abbazia.
- Portico della basilica di San Pietro in Vincoli, Roma (attribuzione incerta).
- Portico della Chiesa dei Santi Apostoli, Roma.
- Riedificazione della chiesa Santa Maria della Pace, Roma (1471).
- Chiesa di San Pietro in Montorio.
- Chiostro dell'ex-ospedale di San Giovanni dei Genovesi, Roma (attribuito).
- Campanile di Santo Spirito in Sassia, Roma (attribuito).
- Chiesa e convento di Santa Maria delle Grazie a Senigallia, modificato e ampliato successivamente.
- Rifacimento delle mura di Jesi, insieme a Francesco di Giorgio Martini, dove eresse il Torrione di Mezzogiorno e nel 1487 la Rocca, poi demolita nel 1527.
- Chiesa di Santa Maria Novella a Orciano di Pesaro, edificata nel 1492 e caratterizzata da uno spazio quadrato coperto con una cupola nascosta da un tiburio sormontato da un lanternino. La facciata incompleta presenta un portale in pietra scolpita in bassorilievo. L'interno presenta una sobria definizione degli spazi affidati a ricorsi in arenaria e aperture a oculo.
- Castello Della Rovere, in Vinovo, realizzato tra il 1480 e il 1517 su progetto di Pontelli.
- Rocca di Offida.
- Rocca di Acquaviva Picena.
- Due torri merlate del Castello Aragonese di Reggio Calabria.
- Loreto: progetto dei camminamenti di ronda della basilica della Santa Casa.
- Palazzo fortificato del vescovo Bonafede a Monte San Giusto[15].